# Come Around Sundown
Come Around Sundown — пятый студийный альбом американской рок-группы Kings of Leon, выпущенный в Ирландии, Австралии и Германии 15 октября 2010 года, затем в Великобритании 18 октября и Северной Америке 19 октября. Официальные обложка альбома и трек-лист были обнародованы 3 сентября. 8 сентября состоялась премьера первого сингла «Radioactive» и одноимённого клипа. На следующий день он впервые зазвучал на австралийском радио.
Альбом дебютировал под номером один в Австралии, Австрии, Бельгии (Фландрия), Канаде, Германии, Ирландии, Шотландии, Швейцарии и Соединенном Королевстве. В Великобритании альбом был продан тиражом 183 000 экземпляров в первую неделю, а также побил рекорд продаж цифрового альбома в первую неделю: альбом был загружен более 49 000 раз.

## Отзывы критиков
Come Around Sundown получил в целом положительные отзывы от критиков. Основываясь на 24 отзывах, сайт Metacritic дал альбому среднюю оценку 66 %. Наряду со своим предшественником Only by the Night, этот альбом получил самый низкий балл в дискографии группы, в то время как их дебютный Youth and Young Manhood и третий Because of the Times остаются лучшими с оценкой 79 %.

## Список композиций
Тексты и музыка для всех песен написаны группой Kings of Leon.
| №   | Название          | Длительность |
| --- | ----------------- | ------------ |
| 1.  | «The End»         | 4:24         |
| 2.  | «Radioactive»     | 3:26         |
| 3.  | «Pyro»            | 4:10         |
| 4.  | «Mary»            | 3:25         |
| 5.  | «The Face»        | 3:28         |
| 6.  | «The Immortals»   | 3:28         |
| 7.  | «Back Down South» | 4:01         |
| 8.  | «Beach Side»      | 2:50         |
| 9.  | «No Money»        | 3:05         |
| 10. | «Pony Up»         | 3:04         |
| 11. | «Birthday»        | 3:15         |
| 12. | «Mi Amigo»        | 4:06         |
| 13. | «Pickup Truck»    | 4:44         |

## Участники записи
- Калеб Фоллоуилл — вокал, ритм-гитара
- Мэтью Фоллоуилл — соло-гитара, фортепиано, вокал
- Джаред Фоллоуилл — бас-гитара, синтезатор, вокал
- Натан Фоллоуилл — барабаны, ударные музыкальные инструменты, вокал
- Джэкуайер Кинг — продюсер, ударные музыкальные инструменты, бэк-вокал
- Анджело Петраглиа — продюсер, орган, wurlitzer
- Liam O'Neil — орган, синтезатор, фортепиано, баритоновый саксофон, теноровый саксофон
- Robert Mallory — скрипка
- Chris Coleman — труба, бэк-вокал
- Mike Kezner — ситар, маракас